# Segenskirche (Limmer)

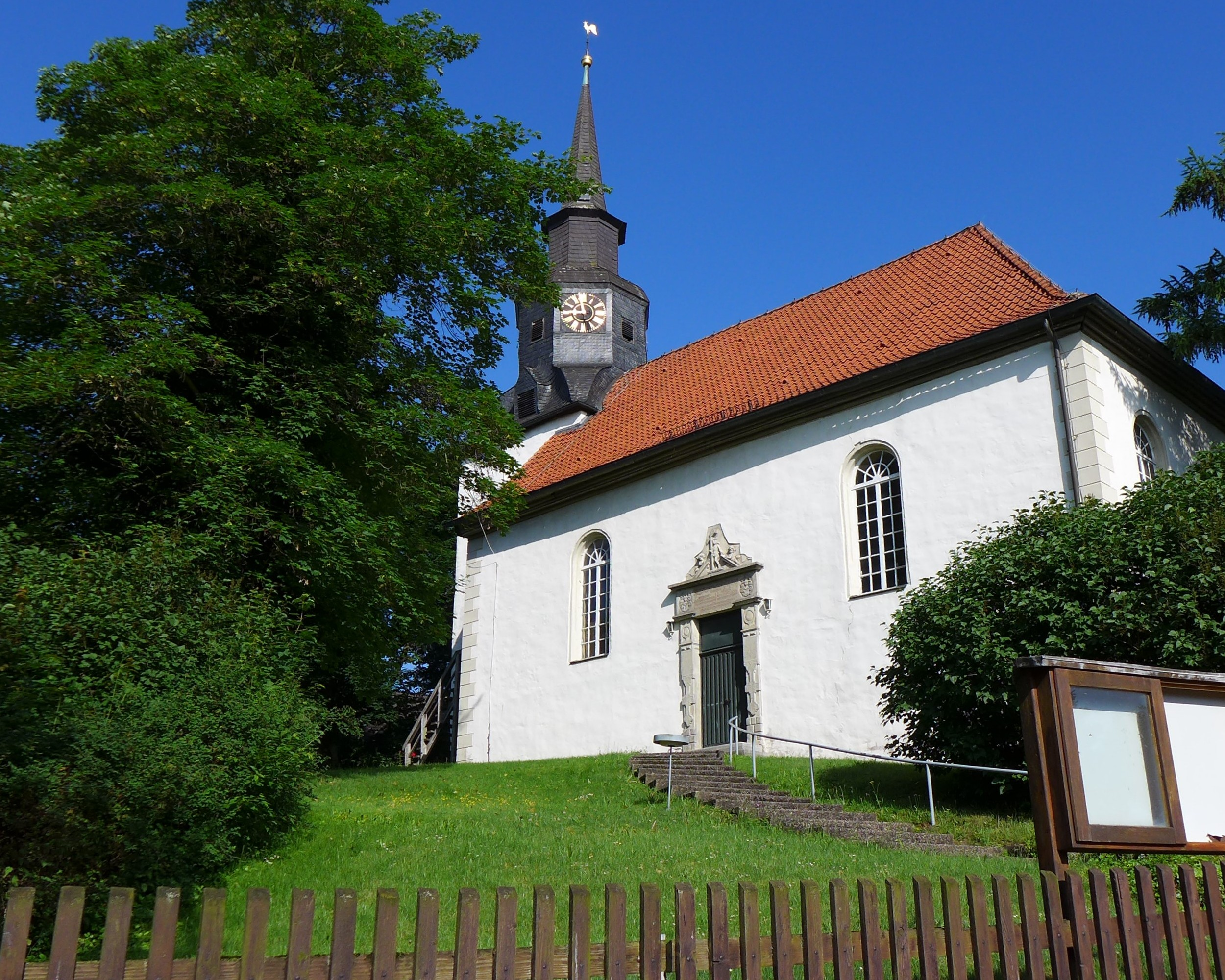
Segenskirche

Die evangelisch-lutherische, denkmalgeschützte Segenskirche steht in Limmer, einem Ortsteil der Stadt Alfeld (Leine) im Landkreis Hildesheim von Niedersachsen. Die Kirchengemeinde gehört zum Kirchenkreis Hildesheimer Land-Alfeld im Sprengel Hildesheim-Göttingen der Evangelisch-lutherischen Landeskirche Hannovers.

## Beschreibung
Der quadratische Kirchturm im Westen wurde in der zweiten Hälfte des 17. Jahrhunderts auf dem mittelalterlichen Unterbau des Vorgängers gebaut. Das rechteckige Kirchenschiff der Saalkirche wurde 1712 aus verputzten Bruchsteinen mit Ecksteinen angebaut, wie der Inschrift über dem Portal auf der Südseite zu entnehmen ist. Das Kirchenschiff aus drei Jochen ist mit einem Satteldach bedeckt, das im Osten abgewalmt ist. Der Turm trägt einen schiefergedeckten quadratischen, geschweiften Ansatz, darüber ein achtseitiges Geschoss mit rechteckigen Klangarkaden und vier Ziffernblätter der Turmuhr, die 1947 von J. F. Weule hergestellt wurde. Darauf sitzt eine geschweifte Haube mit einer achtseitigen, geschlossenen Laterne, versehen mit einem spitzen Helm, an dem sich eine Schlagglocke befindet. Im Glockenstuhl hängt eine Kirchenglocke, die 1663 gegossen wurde. Die Gruft unter dem Turm, das Erbbegräbnis der Familie von Stöckheim, wurde 1823 zugemauert.
Das Kirchenschiff ist mit rundbogigen Sprossenfenstern ausgestattet. Die Flachdecke des mit einer L-förmigen Empore versehenen Innenraums ist im Zentrum zu einer achtseitigen hölzernen Kuppel aufgewölbt, die mit einem Sternenhimmel bemalt ist. Zur Kirchenausstattung gehört ein Kanzelaltar, der um 1712 geschnitzt wurde. 1813 wurde die erste Orgel mit sechs Registern, einem Manual und einem Pedal angeschafft, die von Heinrich Schaper repariert wurde. 1928 wurde das Instrument abgebaut und die 1904 von P. Furtwängler & Hammer erbaute Orgel des aufgelösten Lehrerseminars in Alfeld aufgestellt.